# Mertzig
Mertzig (luxembourgsk: Mäerzeg) er en kommune og et byområde i Luxembourg. Kommunen, som har et areal på 11,10 km², ligger i kantonen Diekirch i distriktet Diekirch. I 2005 havde kommunen 1.534 indbyggere. 
49°49′52″N 6°00′13″Ø / 49.83109°N 6.00366°Ø